# Ameliotes malagassicus
Ameliotes malagassicus är en kräftdjursart. Ameliotes malagassicus ingår i släktet Ameliotes och familjen Cerviniidae. Inga underarter finns listade i Catalogue of Life.